# D5 (hunebed)

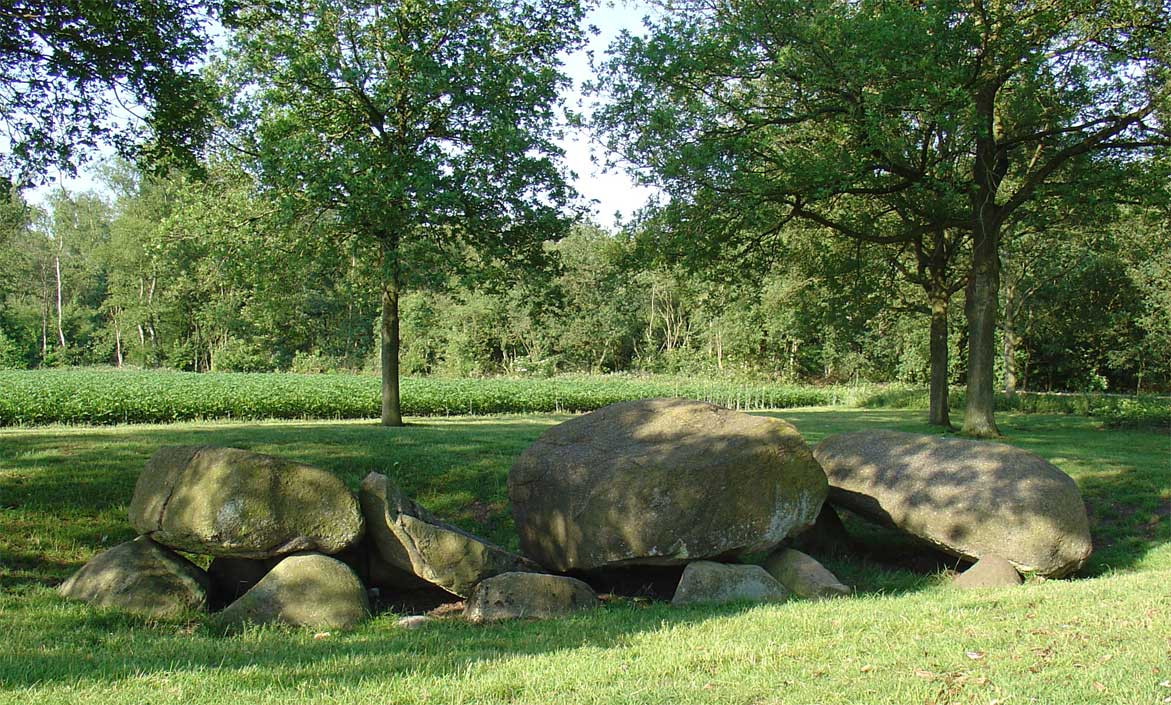
Hunebed D5 bij Zeijen, 2008

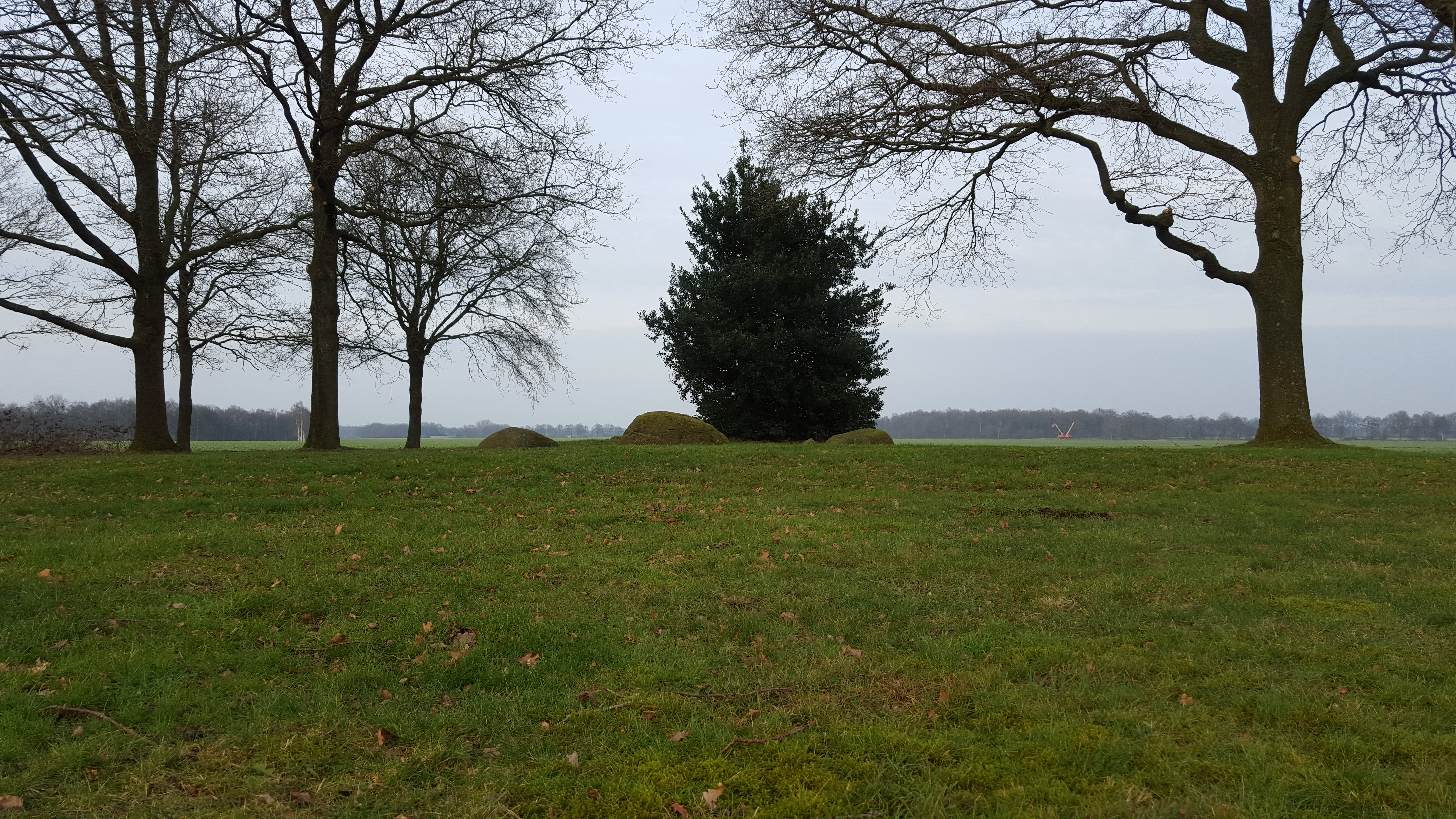
De toppen van de dekstenen boven de dekheuvel te zien, 2016

Hunebed D5 ligt nabij het dorpje Zeijen in de provincie Drenthe. Enkele grote keien en een naambordje markeren de ingang naar het terrein. Deze keien hebben echter niets met hunebedden te maken.

## Bouw
D5 is gebouwd tussen 3400 en 3100 v.Chr. en wordt toegeschreven aan de trechterbekercultuur.
Het hunebed wordt gekarakteriseerd, doordat de aanzet van de dekheuvel nog steeds vrij goed zichtbaar is. Oorspronkelijk ging een groter deel van het hunebed schuil onder de dekheuvel. Dit werd echter ongedaan gemaakt toen het hunebed in 1833 gedeeltelijk werd opgegraven.
De acht draagstenen en de twee sluitstenen liggen voor het grootste gedeelte nog onder de grond. Het hunebed heeft vier dekstenen en een poort.
Het hunebed is 7,4 meter lang en 2,5 meter breed.

## Geschiedenis
Het hunebed wordt al vermeld in 1814 door Nicolaas Westendorp.
In 1833 vermeldde hoogleraar Lukas Reuvens dit hunebed, hij maakte een studiereis door Drenthe. Onder leiding van Petrus Hofstede, landdrost van Drenthe, werd dit hunebed van zijn grafheuvel ontdaan.
Op een tekening uit 1847 zijn alleen de toppen van de draagstenen en de dekstenen boven de dekheuvel te zien.
In 1857 werd er in het hunebed gegraven om de vloerstenen te bemachtigen.
Lucas Oldenhuis Gratama kocht het hunebed van de keienhandelaar, I.L. Hendriks van de Smilde, voor 40 gulden en voorkwam hiermee de ondergang van dit graf. Het hunebed werd daarna overgedragen aan de Provincie.
Van Giffen beschreef dit hunebed als "in tamelijk goeden staat".
Het hunebed werd in 1952 gerestaureerd.
In 1965 werd gezocht naar de poortstenen.

### Society of Antiquaries[6]
In Engeland ontstond in de jaren zeventig van de 19e eeuw bezorgdheid over de wijze waarop in Nederland hunebedden werden gerestaureerd. In die kringen was men vooral bezorgd dat met de restauraties het oorspronkelijk beeld van de situatie verloren zou gaan. De directeur van de Society of Antiquaries in Londen verzocht de oudheidkundigen William Collings Lukis en sir Henry Dryden om de staat waarin de hunebedden zich op dat moment bevonden nauwkeurig vast te leggen. Zij bezochten in juli 1878 Drenthe en brachten veertig hunebedden op de Hondsrug in kaart. Ze hebben opmetingen verricht en beschreven de aangetroffen situatie, die zij tevens vastlegden in een serie aquarellen. Hun rapportage aan de Society of Antiquaries verscheen echter niet in druk. Hun materiaal werd bewaard bij de Society of Antiquaries, het Guernsey Museum & Art Gallery en het Drents Museum. Het Ashmolean Museum in Oxford bezit kopieën van hun werk. In 2015 publiceerde de Drentse archeoloog dr. Wijnand van der Sanden alsnog hun werk. Hij voorzag hun materiaal van een uitgebreide inleiding. Ook schetste hij de ontwikkelingen met betrekking tot het archeologisch onderzoek van de hunebedden na hun onderzoek tot 2015. Hij gaf als oordeel dat het werk van Lukis en Dryden van hoge kwaliteit was. In het Drents Museum was in 2015 een tentoonstelling over het werk.
Hunebed D5 is weergegeven op Plan 1: Lukis en Dryden bezochten het hunebed op 3 juli 1878. Tijdens hun bezoek waren er acht draagstenen en vier dekstenen. Twee dekstenen waren van hun plek op de draagstenen geschoven. De deksteen aan de westzijde was de noordelijke draagsteen kwijt, deze was er nog wel ten tijde van het onderzoek van de archeoloog Janssen. Toen was de dekheuvel ook nog aanwezig. Ten tijde van het bezoek van Lukis en Dryden lag het hunebed al in een kuil. Het hunebed stond op een lager niveau dan het omliggende gebied, de bouwers hebben de draagstenen op de solide zandgrond geplaatst. Er werden enkele fragmenten van urnen gevonden rondom het hunebed. Het hunebed was eigendom geweest van de markgenoten van Vries, maar was ten tijde van het bezoek in eigendom van de provincie Drenthe.

## Omgeving
In de omgeving van het hunebed zijn bij archeologisch onderzoek twee nederzettingen gevonden uit het begin van onze jaartelling. Even ten noordwesten van het hunebed ligt het Noordsche Veld, een gebied met veel grafheuvels en een groot complex raatakkers.